# Baker Ridge
Baker Ridge är en bergstopp i Antarktis. Den ligger i Västantarktis. Argentina, Chile och Storbritannien gör anspråk på området. Toppen på Baker Ridge är 988 meter över havet.
Terrängen runt Baker Ridge är platt åt sydväst, men åt nordost är den kuperad. Terrängen runt Baker Ridge sluttar västerut. Trakten är obefolkad. Det finns inga samhällen i närheten. 